# قصر شونبرون

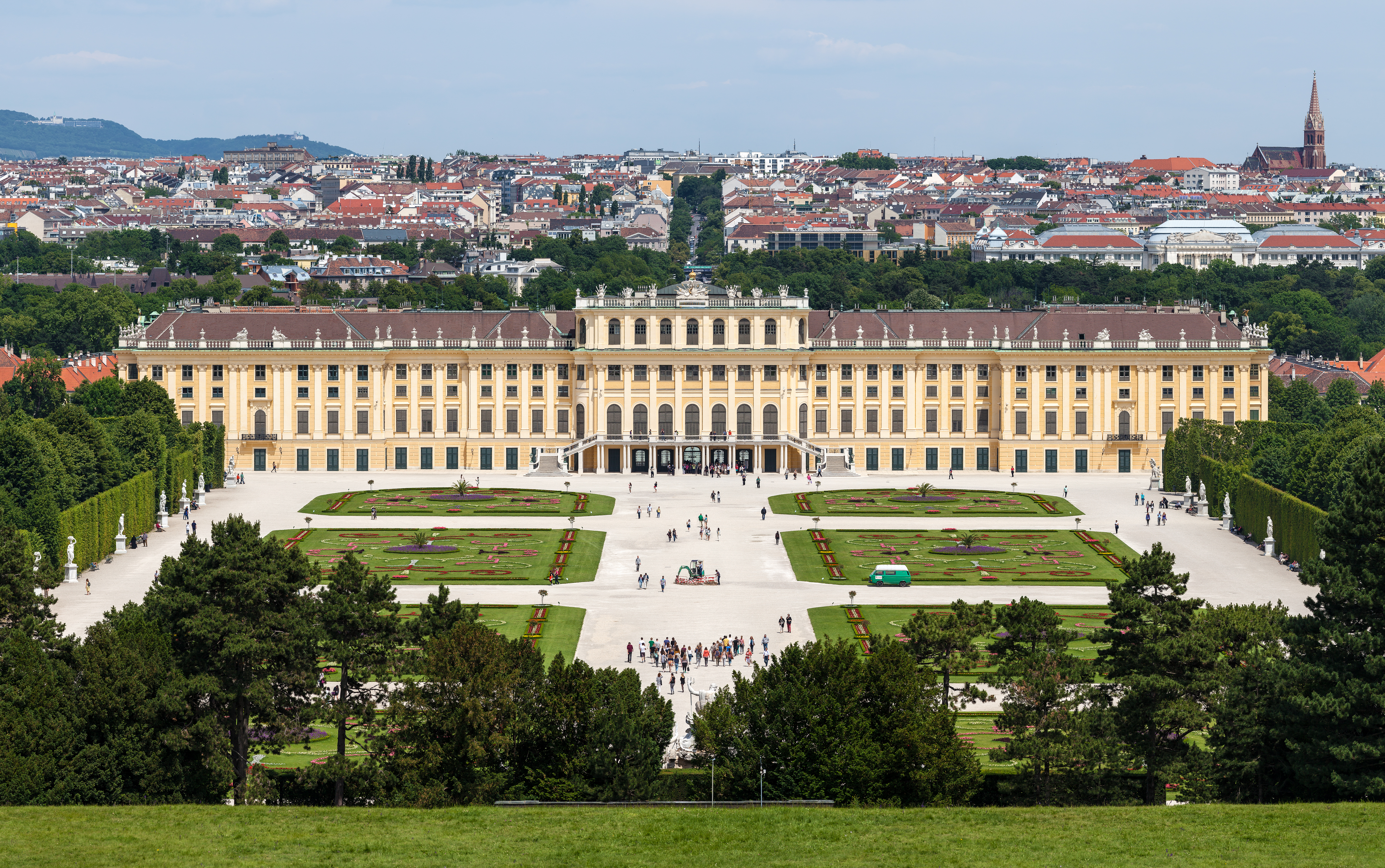
نظرة على القصر من الحديقة

قصر شونبرون (بالألمانية: Schloss Schönbrunn) هو القصر الامبراطوري السابق والمؤلف من 1,441 غرفة من روكوكو وهو مصيف صيفي في فيينا، النمسا. وهو من المعالم الأثرية والثقافية الأكثر أهمية في البلاد، يعتبر منذ الستينات واحد من أشهر المعالم السياحية في فيينا وأجملها.
بني القصر المخصص للقيصرة «إليونورا غونزاجا» بين عامي 1638 و 1843، ولحق به تدمير كبير أثناء الحصار التركي الثاني لفيينا في عام 1683 . وفي عام 1687 قرر القيصر ليوبولد الأول إعطاء المهندس المعماري «يوهان فون إيرلاخ» التصريح بتكملة القصر بباء مخصص لولي العهد جوزف الأول.
وفي عام 1743 في عهد الإمبراطورة ماريا تريزا اكتمل القصر واصبح بحديقته على شكله الحالي. وكان القصر المبني مطابقا لفن روكوكو
منذ أواسط القرن الثامن عشر وحتى الحرب العالمية الأولى المقر الصيفي للقياصرة النمساويين. وكان في رعاية عدة مئات من العاملين في البلاط الملكي، وتقام به المقابلات الرسمية والحفلات الخاصة بالعائلة الحاكمة هابسبورغ. وأثناء الإمبراطورية النمساوية المجرية سمى القصر «قصر الاستمتاع».
إن قصر شونبرون هو أكبر القصور وأهمها في النمسا، ويزوره أكبر عدد من السياح كل عام من الزائرين في فيينا. يقع القصر على مساحة قدرها 160 هكتار ويعتبر طبقا لليونسكو موقع تراث عالمي منذ عام 1996 . ومن معالمه الهامة، توجد في حديقته أقدم حديقة حيوان في العالم ولا تزال تعم بالحياة وهي «حديقة حيوان شونبرون» على مساحة 16 هكتار، يزورها السياح من كل قطب.

## صور من شونبرون

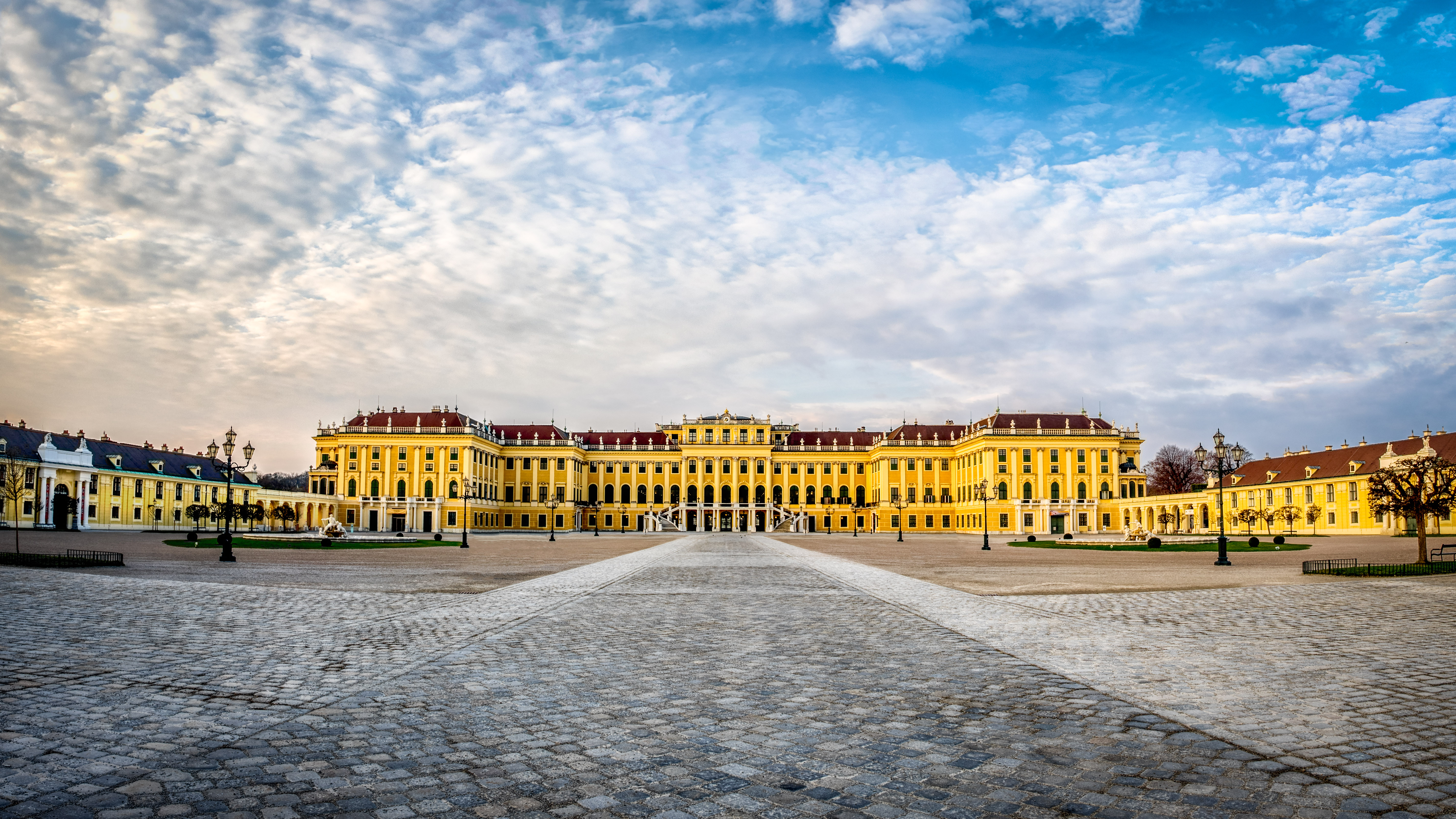
قصر شونبرون من الواجهة الرئيسية
The Gloriette
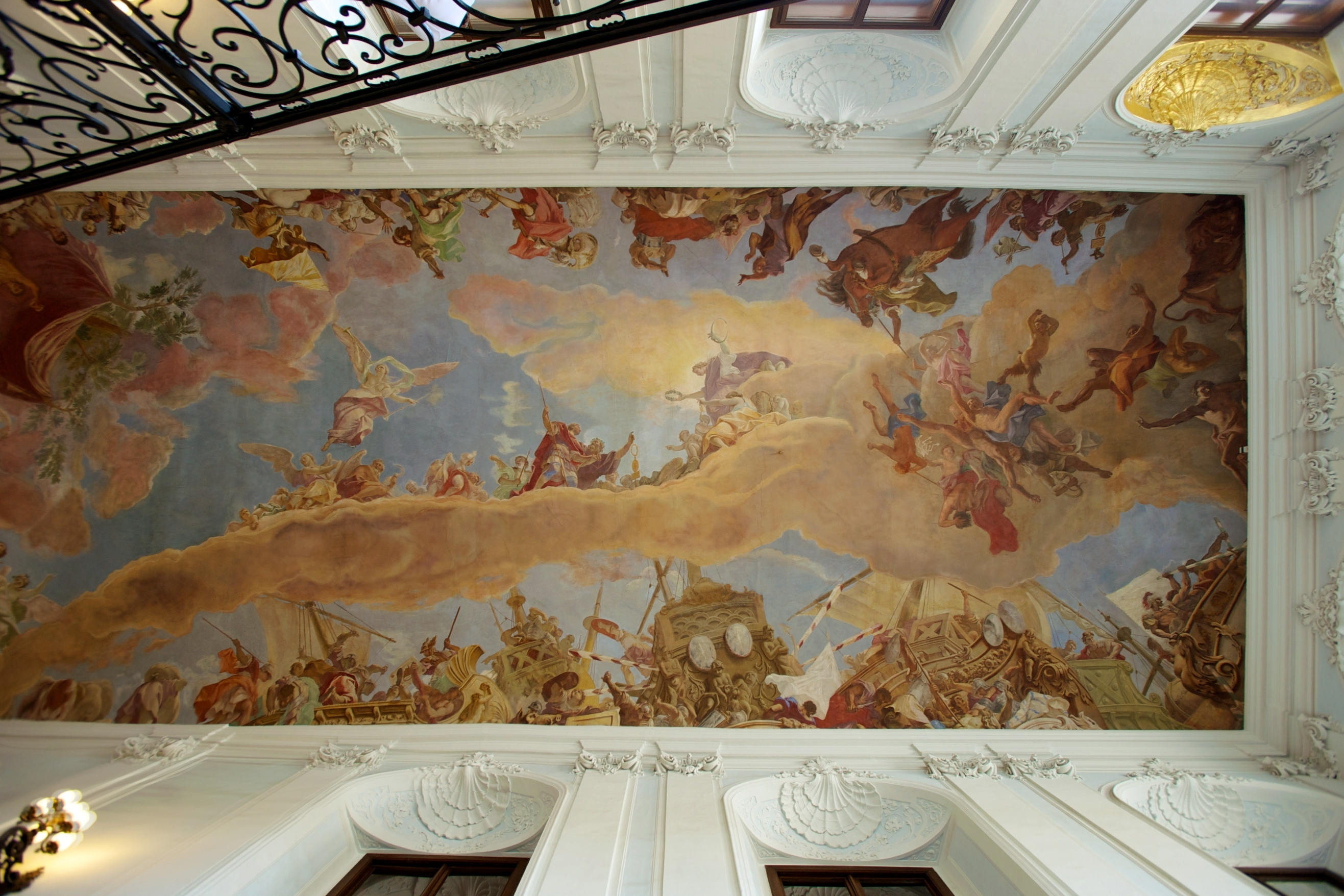
زينة السقف
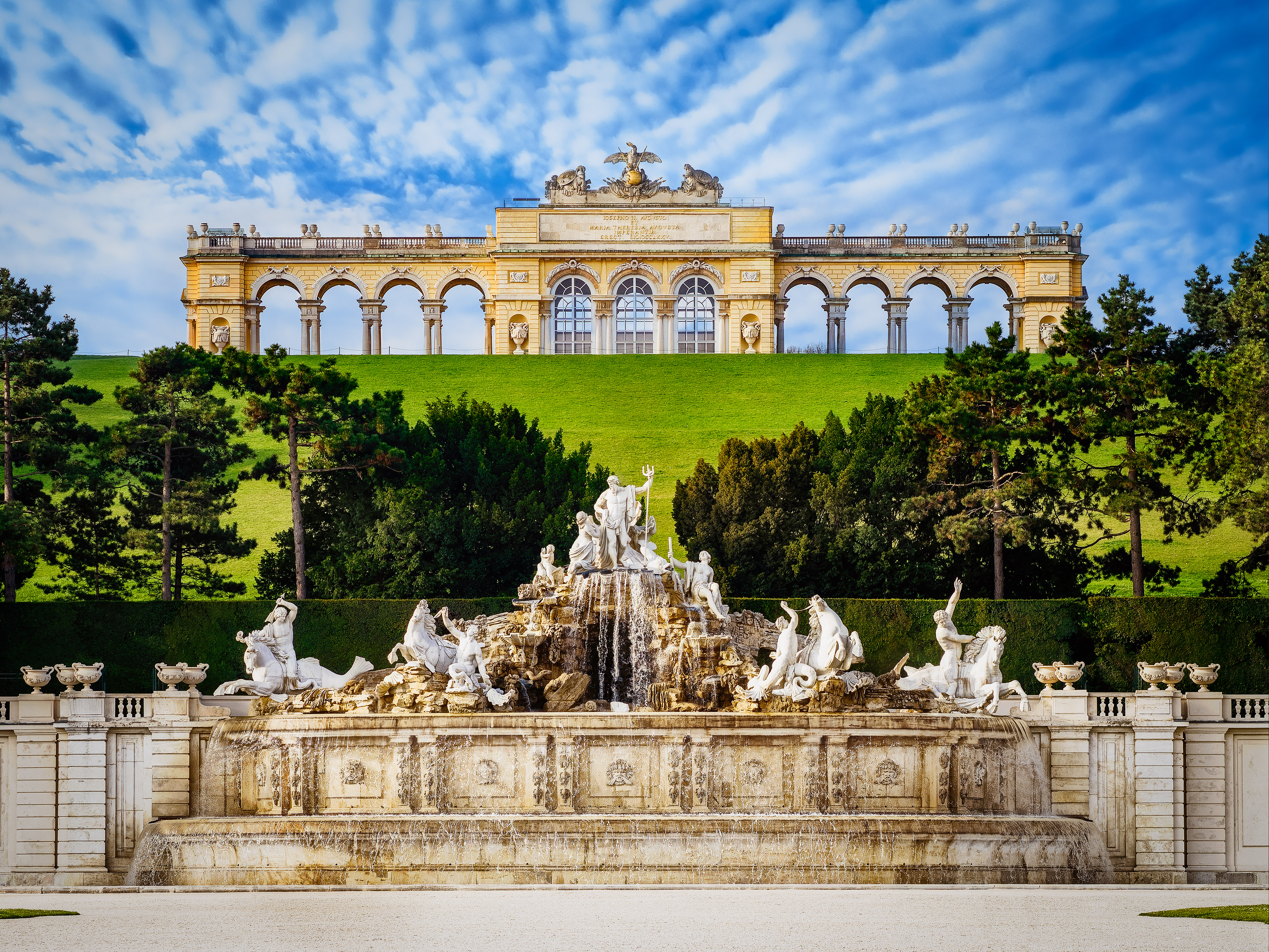
نافورة نبتون وخلفها نصب "الغلوريت"
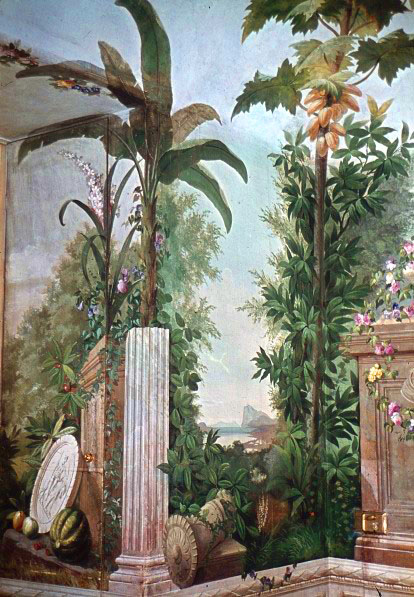
جناح ولي العهد: محاكاة للطبيعة
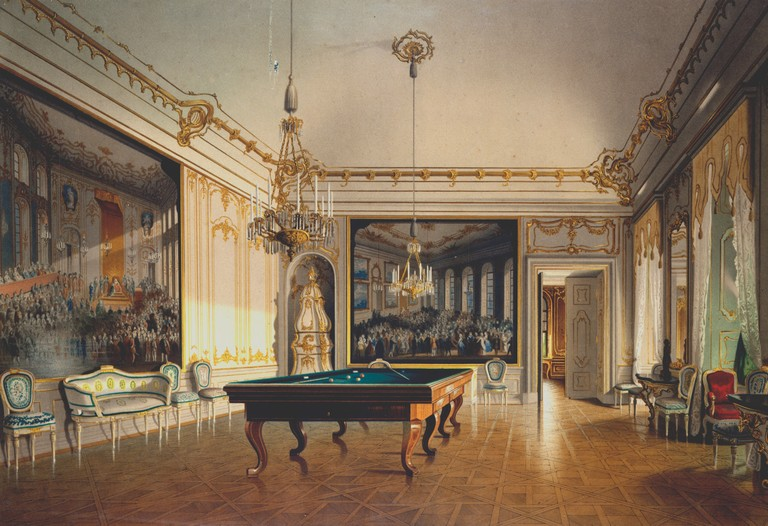
غرفة البلياردو ( 1860)

## أعلام
- أرشيدوق كارل لودفيغ من النمسا
- ماكسيميليان إمبراطور المكسيك
- فرانتس يوزف الأول
- فرديناند، دوق بريسغاو

## وصلات خارجية
- الموقع الرسمي
- تاريخ وصور شونبورن

## اقرأ أيضا
- متحف التاريخ الطبيعي فيينا
- متحف تاريخ الفنون
- اثار مصرية في متحف فيينا
- هوفبورغ
- قصر مانهايم